# ترنرزویل (تنسی)
ترنرزویل، تنسی (به انگلیسی: Turnersville, Tennessee) یک محدوده ثبت‌نشده در ایالات متحده آمریکا است که در شهرستان رابرتسون ایالت تنسی واقع شده‌است.

## خصوصیات
ترنرزویل ۱۴۶٫۹۲ متر بالاتر از سطح دریا واقع شده‌است.